# منطقة محدث المنعكس
منطقة مُحدث المنعكس (أو مجال استقبال المنعكس) وهي منطقة من الجسم تُسبب انعكاسًا غير مشروط.:vol. II, p. 103 على سبيل المثال تحفيز الغشاء المخاطي للبلعوم الأنفي يثير العطس كرد فعل منعكس. يمكن أن تتداخل المجالات التي تستقبل المنعكسات المختلفة وبالتالي فإن الحافز الذي يسري على جزء ما من الجلد يمكن أن يثير رد فعل منعكس آخر اعتمادًا على قوة وحالة الجهاز العصبي المركزي.

## وصلات خارجية
- http://www.medilexicon.com/medicaldictionary.php?t=100515 Reflexogenic zone // Stedman's Medical Dictionary